# Phyllodonta snelleni
Phyllodonta snelleni là một loài bướm đêm trong họ Geometridae.